# Обюбро
Обюбро (дат. Aabybro) — город в коммуне Яммербугт в Дании. В 1953 было 1188 жителей; в 1960 численность населения увеличилась до 1346 и в 2014 составила 5558 человек. Обюбро был ранее столицей коммуны Хьорринг в Северной Ютландии, но в 2007 стал центром коммуны Яммербугт.

## Известные люди
- Хелле Доллерис - датская актриса
- Томас Аугустинуссен - датский тренер и бывший футболист
- Лорс Мортенсен - баскетболист